# Görel Thurdin
Görel Thurdin (nascida a 26 de maio de 1942) é uma política sueca que serviu como ministra do planeamento físico e ministra do meio ambiente na década de 1990, tendo também sido membro do parlamento sueco.

## Biografia
Thurdin nasceu em Västerås a 26 de maio de 1942. Ela é formada pela Universidade de Umeå. Começou a sua carreira política como membro do conselho municipal em Örnsköldsvik e ficou no cargo até 1985. Depois, foi eleita para o parlamento sueco em 1986 pelo Partido do Centro. No ano seguinte, foi nomeada a segunda vice-presidente do partido.
Thurdin foi ministra do planeamento físico no período de 1991-1994 e ministra do meio ambiente em 1994. Ela também serviu como vice-presidente do parlamento sueco. A partir de 2009, chefiou o conselho da UNESCO na Suécia. Ela também foi presidente da International Save the Children Alliance.